# Ploaia neagră (film)
Ploaia neagră (sau japoneză Kuroi ame, engleză Black Rain) este un film japonez produs în anul 1989, în regia lui Shohei Imamura, după romanul lui Masuji Ibuse.  Filmul este o dramă, el prezintă evenimentul de la 6 august 1945, când a fost lansată prima bombă atomică deasupra orașului japonez Hiroshima transformandu-l in ruine și ucigând peste 80.000 de oameni.  A primit Premiul Mainichi pentru cel mai bun film.

## Acțiune
Shigematsu Shizuma, soția lui Shigeko și nepoata lor Yasuko se regăsesc după tragedie, traversează pe jos orașul devastat și sunt expuși ploii negre radioactive, care a urmat exploziei. Peste cinci ani cei trei supraviețuitori din familia Shizuma locuiesc intr-un sat montan din apropierea Hiroshimei și observă cum vecinii și prietenii lor mor pe rând din cauza efectelor tardive ale contaminării.